# Nova Lima
Nova Lima is een gemeente in de Braziliaanse deelstaat Minas Gerais. De gemeente telt 87.000 inwoners (schatting 2010).

## Aangrenzende gemeenten
De gemeente grenst aan Belo Horizonte, Brumadinho, Itabirito, Raposos, Rio Acima en Sabará.

## Geboren
- José Perácio (1917-1977), voetballer
- Gilberto Alves (1950), voetballer

## Galerij

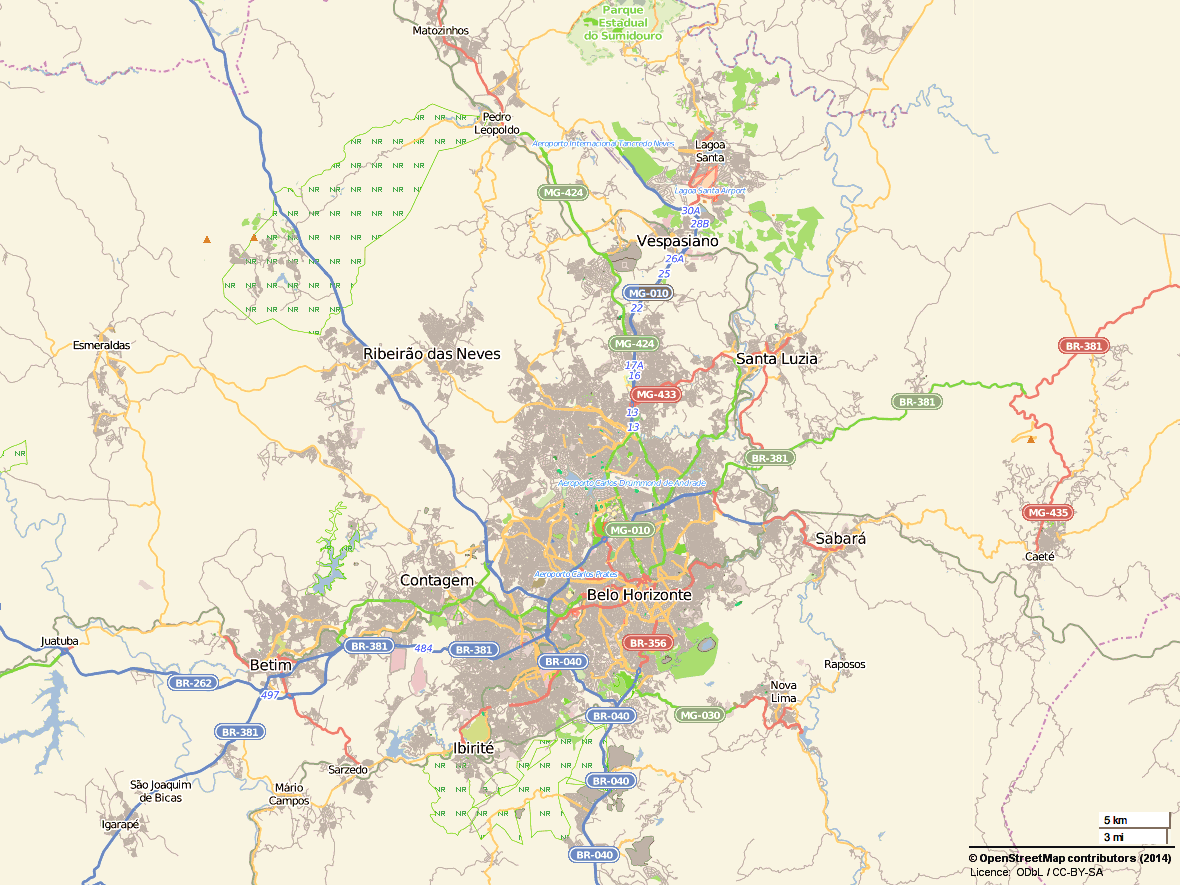
Belo Horizonte & Nova Lima (ZO)
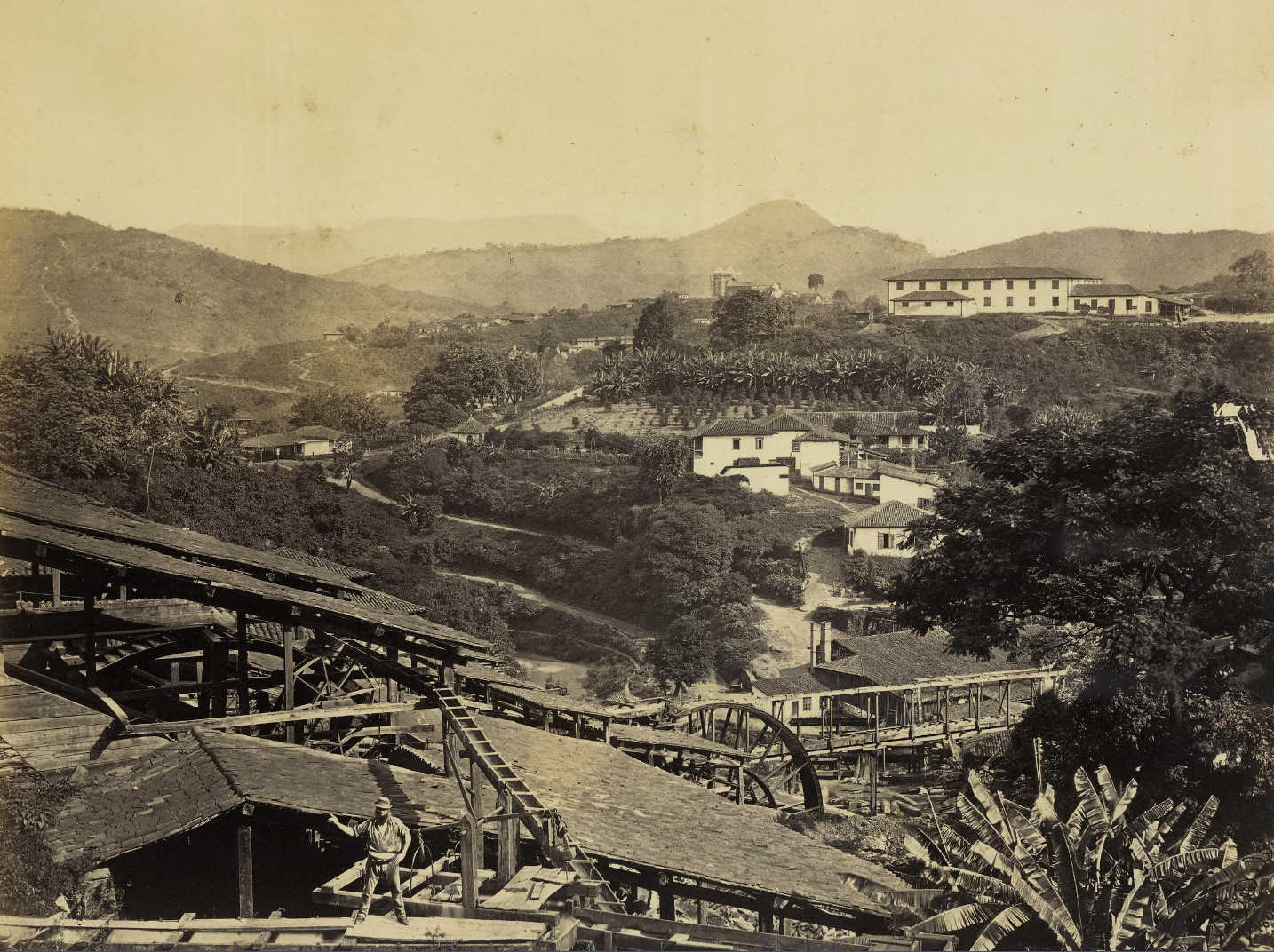
St John Del Rey Mining Co., ca. 1868-69
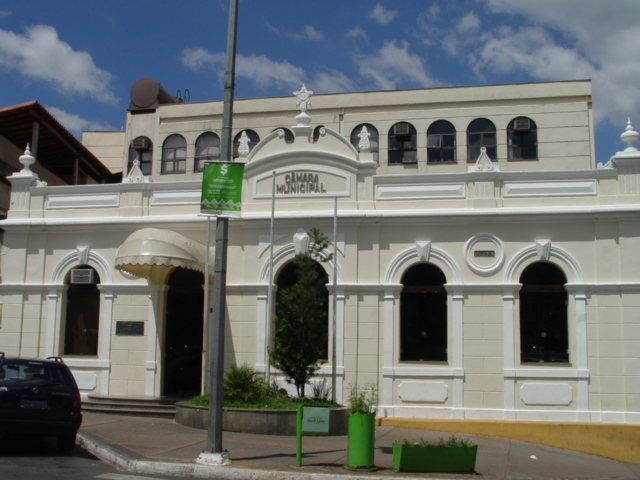
Het raadhuis Câmara dos Vereadores van Nova Lima
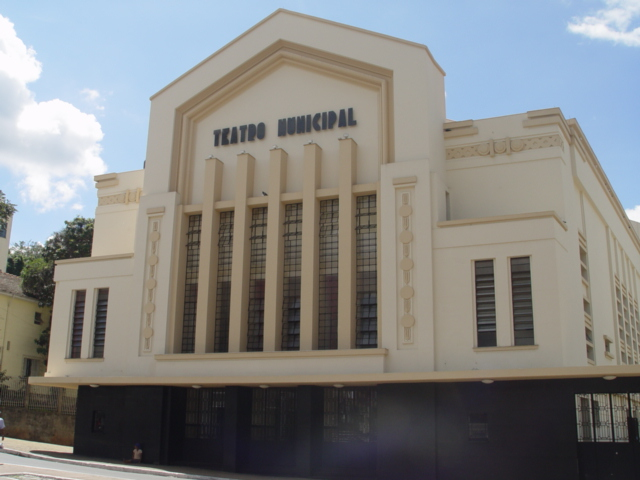
Het theater Teatro Municipal van Nova Lima
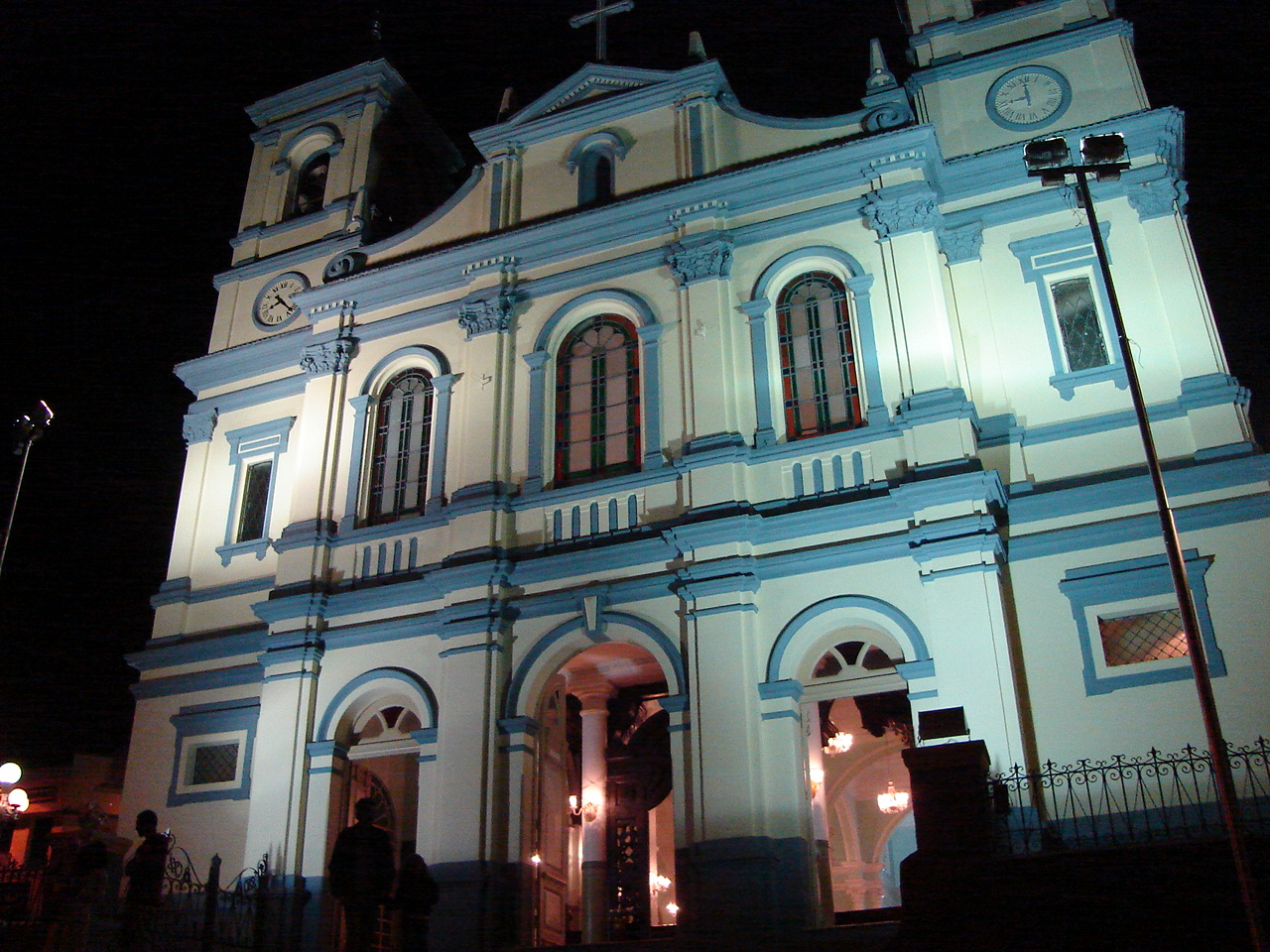
Katholieke kerk Nossa Senhora do Pilar van Nova Lima
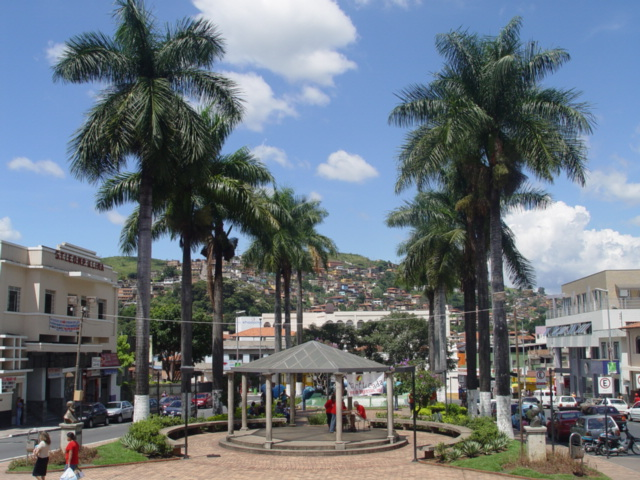
Het plein praça Bernardino de Lima in het centrum
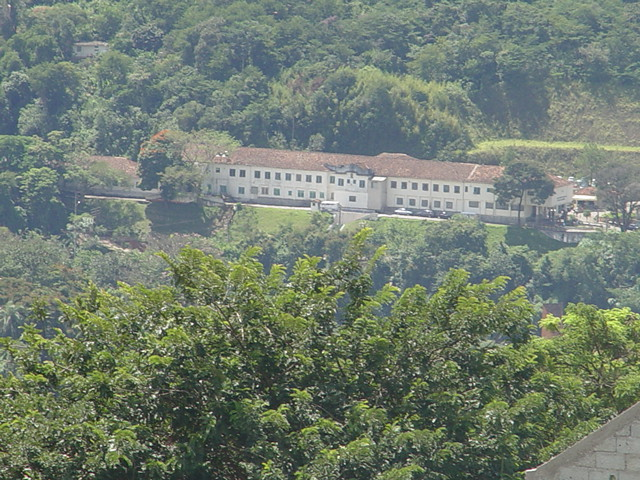
Het ziekenhuis hospital Nossa Senhora de Lourdes
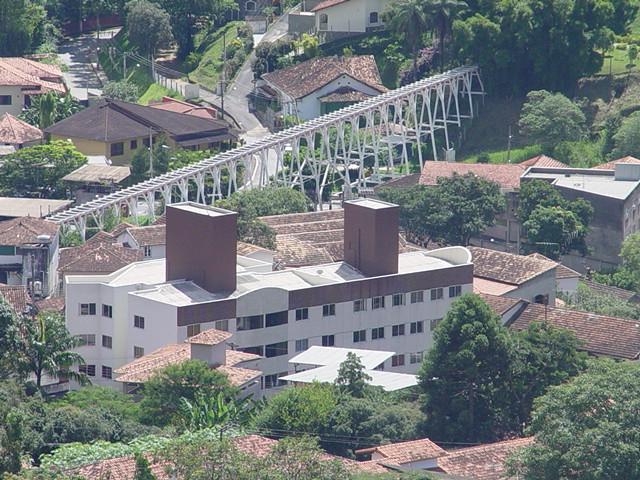
Bicame in Nova Lima